# Aloe carolineae
Aloe carolineae ist eine Pflanzenart der Gattung der Aloen in der Unterfamilie der Affodillgewächse (Asphodeloideae). Das Artepitheton carolineae ehrt Caroline Wheeler (1960–2000) aus Kenia.

## Beschreibung

### Vegetative Merkmale
Aloe carolineae wächst stammbildend, verzweigt und bildet dichte Klumpen von bis zu 2 Meter Durchmesser. Die Stämme erreichen eine Länge von bis zu 100 Zentimeter und sind 2 Zentimeter dick. Lange Stämme sind ausgestreckt bis hängend. Die lanzettlichen Laubblätter bilden an den obersten 15 Zentimeter der Stämme lockere Rosetten. Die hellgrüne Blattspreite ist bis zu 22 Zentimeter lang und 3,5 Zentimeter breit. Auf ihr befinden sich, insbesondere Nahe der Basis, zahlreiche verlängerte weißliche Flecken, die meist unregelmäßige Querbänder bilden. Die weißen, gelegentlich braun gespitzten Zähne am Blattrand sind 1 Millimeter lang und stehen 3 bis 6 Millimeter voneinander entfernt. Die Blattscheiden sind bis zu 2 Zentimeter lang.

### Blütenstände und Blüten
Der fast horizontale Blütenstand besteht aus vier bis sieben Zweigen und erreicht eine Länge von bis zu 55 Zentimeter. Die lockeren Trauben bestehen aus einseitswendigen Blüten. Endständige Trauben sind bis zu 19 Zentimeter, die übrigen 4 bis 13 Zentimeter lang. Die dreieckigen Brakteen weisen eine Länge von 3 Millimeter auf. Die zylindrischen, scharlachroten Blüten stehen an 5 Millimeter langen Blütenstielen. Die Blüten sind 27 Millimeter lang. Auf Höhe des Fruchtknotens weisen die Blüten einen Durchmesser von 7 Millimeter auf. Darüber sind sie auf 5 Millimeter verengt und schließlich zur Mündung auf 6 Millimeter erweitert. Ihre äußeren Perigonblätter sind auf einer Länge von 10,5 bis 12 Millimetern nicht miteinander verwachsen. Die Staubblätter und der Griffel ragen 3 bis 5 Millimeter aus der Blüte heraus.

## Systematik und Verbreitung
Aloe carolineae ist in Kenia auf Felssimsen in Höhen von etwa 460 Metern verbreitet.
Die Erstbeschreibung durch Leonard Eric Newton wurde 2002 veröffentlicht.

## Nachweise